# Memoriał Luboša Tomíčka 2013
Memoriał Luboša Tomíčka 2013 – rozegrane po raz 45. w Pradze zawody żużlowe, mające na celu upamiętnienie czechosłowackiego żużlowca Luboša Tomíčka, który zginął tragicznie w Pardubicach w 1968 roku. W memoriale zwyciężył Polak Rafał Okoniewski.

## Wyniki
- Praga, 9 września 2013

| Msc. | Zawodnik              | Państwo         | Pkt   |                               |  |
| ---- | --------------------- | --------------- | ----- | ----------------------------- |  |
| 1    | Rafał Okoniewski      | Polska          | 12    | (3,3,2,2,2) + I m. w finale   |  |
| 2    | Rienat Gafurow        | Rosja           | 10 +3 | (3,1,3,1,2) + II m. w finale  |  |
| 3    | Daniel Nermark        | Szwecja         | 12    | (3,2,2,3,2) + III m. w finale |  |
| 4    | Artur Czaja           | Polska          | 10 +4 | (2,1,3,1,3) + IV m. w finale  |  |
| 5    | Jason Doyle           | Australia       | 13    | (1,3,3,3,3) + V m. w finale   |  |
| 6    | Daniel King           | Wielka Brytania | 10 +2 | (2,2,2,3,1)                   |  |
| 7    | Timo Lahti            | Finlandia       | 10 +1 | (1,2,1,3,3)                   |  |
| 8    | Cameron Woodward      | Australia       | 10 +0 | (2,3,1,2,2)                   |  |
| 9    | Andriej Kudriaszow    | Rosja           | 9     | (3,0,3,2,1)                   |  |
| 10   | Josef Franc           | Czechy          | 8     | (0,3,0,2,3)                   |  |
| 11   | Václav Milík          | Czechy          | 6     | (u,2,2,1,1)                   |  |
| 12   | Matěj Kůs             | Czechy          | 4     | (2,0,d,1,1)                   |  |
| 13   | Zdeněk Holub          | Czechy          | 3     | (1,1,1,0,d)                   |  |
| 14   | Martin Málek          | Czechy          | 2     | (0,1,1,0,0)                   |  |
| 15   | rez. Michal Škurla    | Czechy          | 1     | (1)                           |  |
| 16   | Max Dilger            | Niemcy          | 0     | (0,0,0,0,0)                   |  |
| 17   | Michele Paco Castagna | Włochy          | 0     | (t,0,0,0,0)                   |  |
|      | rez. Ondřej Smetana   | Czechy          | ns    |                               |  |

Bieg po biegu:
1. Okoniewski, Woodward, Holub, Málek
2. Nermark, King, Lahti, Milík (u)
3. Gafurow, Czaja, Doyle, Franc
4. Kudriaszow, Kůs, Škurla, Dilger, Castagna (t)
5. Okoniewski, Milík, Czaja, Kůs
6. Doyle, Lahti, Holub, Castagna
7. Franc, Nermark, Málek, Dilger
8. Woodward, King, Gafurow, Kudriaszow
9. Kudriaszow, Okoniewski, Lahti, Franc
10. Gafurow, Milík, Holub, Dilger
11. Czaja, King, Málek, Castagna
12. Doyle, Nermark, Woodward, Kůs (d)
13. Nermark, Okoniewski, Gafurow, Castagna
14. King, Franc, Kůs, Holub
15. Doyle, Kudriaszow, Milík, Málek
16. Lahti, Woodward, Czaja, Dilger
17. Doyle, Okoniewski, King, Dilger
18. Czaja, Nermark, Kudriaszow, Holub (d)
19. Lahti, Gafurow, Kůs, Málek
20. Franc, Woodward, Milík, Castagna
21. Półfinał: Czaja, Gafurow, King, Lahti, Woodward
22. Finał: Okoniewski, Gafurow, Nermark, Czaja, Doyle